# Pseudomyrmex seminole
Pseudomyrmex seminole é uma espécie de formiga do género Pseudomyrmex, subfamilia Pseudomyrmecinae. Esta espécie foi descrita cientificamente por Ward em 1985.

## Distribuição
Encontra-se nos Estados Unidos, Cuba e México.